# Valentin Samungi
Valentin Samungi, född 27 januari 1942 i Bukarest, död 15 september 2024, var en rumänsk handbollsspelare.  
Han tog OS-brons i herrarnas turnering i samband med de olympiska handbollstävlingarna 1972 i München.